# Moisés da Bulgária
Moses (em búlgaro:  Мойсей) (m. 976) foi um nobre búlgaro, irmão do imperador Samuel da Bulgária e o segundo filho do conde Nicolau, senhor de Sérdica (Sredets). Depois da queda das regiões orientais do império frente à ocupação bizantina em 971, Moisés e seus irmãos, David, Aarão e Samuel continuaram a luta nos territórios ocidentais. Eles eram chamados de Cometópulos ("filhos do conde") e governaram juntos o país enquanto os herdeiros legítimos, Bóris II e Romano, estavam presos em Constantinopla. Para isso, dividiram o país em quatro regiões e Moisés governava a partir de Estrúmica, de onde ele conseguia atacar a costa bizantina do Egeu.
Em 976, os exércitos búlgaros realizaram um grande ataque por toda a fronteira e Moisés liderou suas tropas até Serres. Durante o cerco da cidade, ele foi mortalmente ferido por uma pedra e, logo em seguida, morto pela espada de um inimigo. David e Aarão também morreram no mesmo ano e todo o poder recaiu sobre Samuel, que se tornou imperador em 997 depois da morte do último imperador da dinastia anterior, Romano.

## Outra teoria
Porém, há outra versão para origem de Moisés. Segundo ela, Simeão I teria tido diversos filhos e, entre eles, João (Ivan), que se casou com uma armênia em Cesareia. Moisés e seu irmão Aarão seriam filhos deste casamento e, ainda segundo ela, Moisés teria sobrevivido e lutado com Samuel contra os bizantinos até 986.